# Santiago Crespo (actor)
Santiago Crespo Neira (Madrid, 21 de julio de 1993) es un actor español de cine y televisión.

## Biografía
Nacido en Madrid debutó en la serie de televisión de Antena 3 Antivicio, producida por Zeppelin TV en el año 2000, en la que participó junto a Pepe Sancho, actor con el que volvió a coincidir en la serie de TVE Cuéntame cómo pasó, en la trabajó desde 2001 hasta 2021 en el papel de Josete, el amigo del protagonista Carlos Alcántara (Ricardo Gómez). También participó en un capítulo en la serie de Telecinco Hospital Central.
Además ha trabajado en diversas películas con directores de cine como Miguel Albaladejo y Ramón Salazar.

## Filmografía

### Cine
| Películas | Películas | Películas | Películas         |
| Año       | Título    | Personaje | Director          |
| --------- | --------- | --------- | ----------------- |
| 2002      | Rencor    | Tito      | Miguel Albaladejo |
| 2002      | Piedras   | Víctor    | Ramón Salazar     |

| Cortometrajes | Cortometrajes      | Cortometrajes    | Cortometrajes   |
| Año           | Título             | Personaje        | Director        |
| ------------- | ------------------ | ---------------- | --------------- |
| 2023          | El testigo         | Desesperado      | Alberto Kampman |
| 2022          | No es para tanto   | Presentador      | Alberto Kampman |
| 2015          | Absurda Cenicienta | Amigo Julio      | Óscar Aibar     |
| 2006          | Arqueología urbana | Mendigo joven    | Marco Denaro    |
| 2005          | A falta de pan     | Niño de la calle | Martín Rosete   |

### Series de televisión
| Series de televisión | Series de televisión | Series de televisión | Series de televisión                                                         |
| Año                  | Series               | Personaje            | Director                                                                     |
| -------------------- | -------------------- | -------------------- | ---------------------------------------------------------------------------- |
| 2023                 | Cuéntame cómo pasó   | Josete Jiménez       | Óscar Aibar                                                                  |
| 2001- 2021           | Cuéntame cómo pasó   | Josete Jiménez       | Tito Fernández, Agustín Crespi, Antonio Cano, Moisés Ramos, Gracia Querejeta |
| 2001                 | Hospital Central     | Raúl                 | Carlos Gil y Jacobo Rispa                                                    |
| 2000                 | Antivicio            | Javier               | Federico Cueva                                                               |

### Teatro
| Teatro    | Teatro                            | Teatro       | Teatro          |
| Año       | Obra                              | Autor        | Director        |
| --------- | --------------------------------- | ------------ | --------------- |
| 2015-2016 | La asamblea de mujeres            | Aristófanes  | Juan Echanove   |
| 2006      | Siglo XX… que estás en los cielos | David Desola | Blanca Portillo |